# Pavel Arsenov
Pavel Arsenov (russisk: Павел Оганезович Арсе́нов) (født 5. januar 1936 i Tbilisi i Sovjetunionen, død 12. august 1999 i Moskva i Rusland) var en sovjetisk filminstruktør, skuespiller og manuskriptforfatter.

## Filmografi
- Spasite utopajusjjego (Спасите утопающего, 1967)[1][2]
- Korol-olen (Король-олень, 1969)
- Smjatenije tjuvstv (Смятение чувств, 1977)
- S ljubimymi ne rasstavajtes (С любимыми не расставайтесь, 1980)
- Gostja iz budusjjego (Гостья из будущего, 1985)
- Lilovyj sjar (Лиловый шар, 1987)